# Campeonato Maranhense de Futebol de 1983
O Campeonato Maranhense de Futebol de 1983 foi a 62º edição da divisão principal do campeonato estadual do Maranhão. O campeão foi o Moto Club que conquistou seu 18º título na história da competição. O artilheiro do campeonato foi Joaci, jogador do Sampaio Corrêa, com 19 gols marcados.

## Premiação
| Campeonato Maranhense de 1983  |
| São Luís                       |
| ------------------------------ |
| Moto Club Campeão (18º título) |